# 秀明大学
秀明大学（しゅうめいだいがく、英語: Shumei University）は、千葉県八千代市大学町1丁目1に本部を置く日本の私立大学。1988年創立、1988年大学設置。大学の略称は秀明大。

## 沿革
- 1978年（昭和53年）
  - 3月4日 - 学校法人秀明学園法人設立認可
  - 4月1日 - 学校法人秀明学園設立、秀明中学校開校
- 1979年（昭和54年）4月1日 - 学校法人秀明学園、秀明高等学校開校（全日制普通科）
- 1981年（昭和56年）
  - 3月16日 - 学校法人秀明八千代学園法人設立認可
  - 3月28日 - 学校法人秀明上尾学園法人設立認可
  - 4月1日 - 学校法人秀明上尾学園、秀明上尾高等学校設置（全日制普通科）。学校法人秀明八千代学園、学校法人秀明八千代中学校設置
- 1984年（昭和59年）4月1日 - 学校法人秀明八千代学園、秀明八千代高等学校（全日制普通科）設置
- 1987年（昭和62年）12月23日 - 学校法人秀明学園、八千代国際大学設置認可
- 1988年（昭和63年）4月1日 - 八千代国際大学として開学（政治経済学部政治経済学科）
- 1989年（平成元年）4月1日 - 学校法人秀明上尾学園の法人名を学校法人秀明英光学園に変更。秀明上尾高等学校の校名を秀明英光高等学校に変更し、男子校から男女共学校化。学校法人秀明八千代学園、秀明八千代中学校・秀明八千代高等学校を男子校から男女共学校化
- 1992年（平成4年）
  - 4月1日 - 学校法人秀明学園、秀明中学校・秀明高等学校を男子校から男女共学校化
  - 日付不明 - 学校法人秀明英光学園がイギリス・ケント大学内に留学施設Chaucer College Canterbury（CCC、秀明カンタベリー大学）を設立
- 1993年（平成5年）4月1日 - 学校法人秀明学園、八千代国際大学大学院国際政治経済学研究科修士課程を設置
- 1996年（平成8年）4月 - 秀明中学校・高等学校を男子校から男女共学化
- 1998年（平成10年）4月1日 - 学校法人秀明学園、八千代国際大学を秀明大学に名称変更。学校法人秀明学園、秀明大学に国際協力学部（国際協力学科）を設置。学生のCCCへの1年間留学を開始
- 1999年（平成11年）4月1日 - 学校法人秀明八千代学園の法人名を学校法人秀明大学に変更
- 2001年（平成13年）4月1日 - 学校法人秀明学園、秀明大学に総合経営学部（起業経営学科、生活経営学科、医療経営学科）を設置（政治経済学部政治経済学科を改組）
- 2002年（平成14年）日付不詳 - 学校法人秀明学園、秀明大学の国際協力学部（国際協力学科）を学生募集停止
- 2004年（平成16年）日付不詳 - 8階建ての学生寮（現・キャンパス寄宿舎）を新築
- 2005年（平成17年）
  - 3月31日 - 学校法人秀明学園、秀明大学国際協力学部（国際協力学科）を廃止
  - 4月4日 - 学校法人秀明学園、学校法人秀明英光学園を合併吸収
  - 日付不詳 - 学校法人秀明学園、秀明大学に秀明IT教育センター（Shumei Information Technology Education Center、SITEC）が完成
- 2006年（平成18年）
  - 3月 - 学校法人秀明学園、秀明大学大学院国際政治経済学研究科修士課程を閉鎖
  - 4月1日 - 学校法人秀明学園、英語情報マネジメント学部（英語情報マネジメント学科）を設置（総合経営学部生活経営学科を改組）
  - 12月25日 - 学校法人秀明学園、学校法人秀明大学を合併吸収
- 2008年（平成20年）
  - 日付不詳 - 秀明大学総合経営学部医療経営学科を学生募集停止
  - 4月1日 - 秀明大学に学校教師学部（中等教育教員養成課程）を設置
- 2009年（平成21年）
  - 4月1日 - 秀明大学に観光ビジネス学部（観光ビジネス学科）を設置。秀明大学学校教師学部に小学校教員免許課程を設置
  - 日付不詳 - 財団法人日本高等教育評価機構の認証評価を受審。大学評価基準に適合していると認定される
- 2015年（平成27年）4月1日 - 秀明八千代中学校を秀明大学学校教師学部の附属中学校とし、秀明大学学校教師学部附属秀明八千代中学校と改称
- 2017年（平成29年）4月1日 - 秀明大学に看護学部（看護学科）を設置
- 2018年（平成30年）4月1日 - 秀明八千代高等学校を秀明大学学校教師学部の附属高等学校とし、秀明大学学校教師学部附属秀明八千代高等学校と改称
- 2025年（令和7年）4月1日 - 英語情報マネジメント学部をグローバルマネジメント学部に変更し、グローバルマネジメント学科を開設

## 使命・目的
- 建学の精神

「常に真理を追究し、友情を培い、広く社会に貢献する人間形成を目的とする」
- 校訓

知　技　心
- 特色（現代の課題）（大学案内『総合案内2016』より）
  - 特色1 教養教育で活きる力を養う。
  - 特色2 実学教育で社会のつながりを意識する。
  - 特色3 英語教育で国際力を磨く。

## 学部
- 総合経営学部
  - 起業経営学科
    - 起業コース
    - 企業会計コース
    - ビジネスコース
- グローバルマネジメント学部（2025年度から）
  - グローバルマネジメント学科
- 英語情報マネジメント学部（2025年度まで）
  - 英語情報マネジメント学科
    - 英語キャリアコース
    - ITキャリアコース
- 学校教師学部
  - 中等教育教員養成課程
    - 国語専修
    - 社会専修
    - 数学専修
    - 理科専修
    - 保健体育専修
    - 英語専修
    - 初等教育コース
- 観光ビジネス学部
  - 観光ビジネス学科
- 看護学部
  - 看護学科

## 附属校
- 秀明大学学校教師学部附属秀明八千代高等学校（旧・秀明八千代高等学校）
- 秀明大学学校教師学部附属秀明八千代中学校（旧・秀明八千代中学校）

## 関連施設
- 秀明中学校・高等学校
- 秀明英光高等学校
- チョーサー・カレッジ・カンタベリー（英語版）(イギリス、ケント州 カンタベリー)
- 秀明学園東京本部 (東京都千代田区御茶ノ水)

## 教員
- 川島幸希 - 理事長・学長
- 西部邁 - 元学頭
- 角田史幸 - 元教授
- 安岡直 - 元教授
- マークス寿子 - 元教授[1]

## 主な卒業生
- 伊藤真 - 元プロ野球選手
- 宮本泰介 - 千葉県習志野市長
- 熊谷大 - 宮城県利府町長、元参議院議員
- 桑原秀和 - フリーアナウンサー、元静岡放送アナウンサー、元日本海テレビアナウンサー、元茨城ゴールデンゴールズ選手
- 岩野夏帆 - 水球選手[2]、2020東京オリンピック日本代表[3]

## 対外関係

### 他大学との協定
- 放送大学[広報 1]
- 北陸先端科学技術大学院大学[広報 2]

### 地方自治体等との協定
- 習志野市教育委員会
- 八千代市教育委員会
- 船橋市教育委員会

## 交通・アクセス
- 京成本線勝田台駅からスクールバス　約25分
- 東葉高速鉄道八千代緑が丘駅からスクールバス　約15分　ちばレインボーバス船尾車庫行き 秀明大学下車　約20分
- 新鎌ヶ谷駅からスクールバス　約30分
- 北総鉄道北総線千葉ニュータウン中央駅からスクールバス　約10分

#### 広報資料・プレスリリースなど一次資料
1. ↑  放送大学　平成28年度　単位互換案内
2. ↑  平成27年度 大学機関別認証評価 自己点検評価書p.5